# Vol Merpati Nusantara Airlines 836
Le 13 avril 2010, le vol Merpati Nusantara Airlines 836, un vol intérieur régulier entre Sorong et Manokwari, en Indonésie, opéré par un Boeing 737-300 de la compagnie indonésienne Merpati Nusantara Airlines, est sorti de la piste lors de l'atterrissage à l'aéroport de Rendani (en). L'avion s'est brisé en trois morceaux sous la violence du choc, mais toutes les personnes à bord ont survécu, même si 44 d'entre elles ont été blessées dans l'accident.

## Avion et équipage

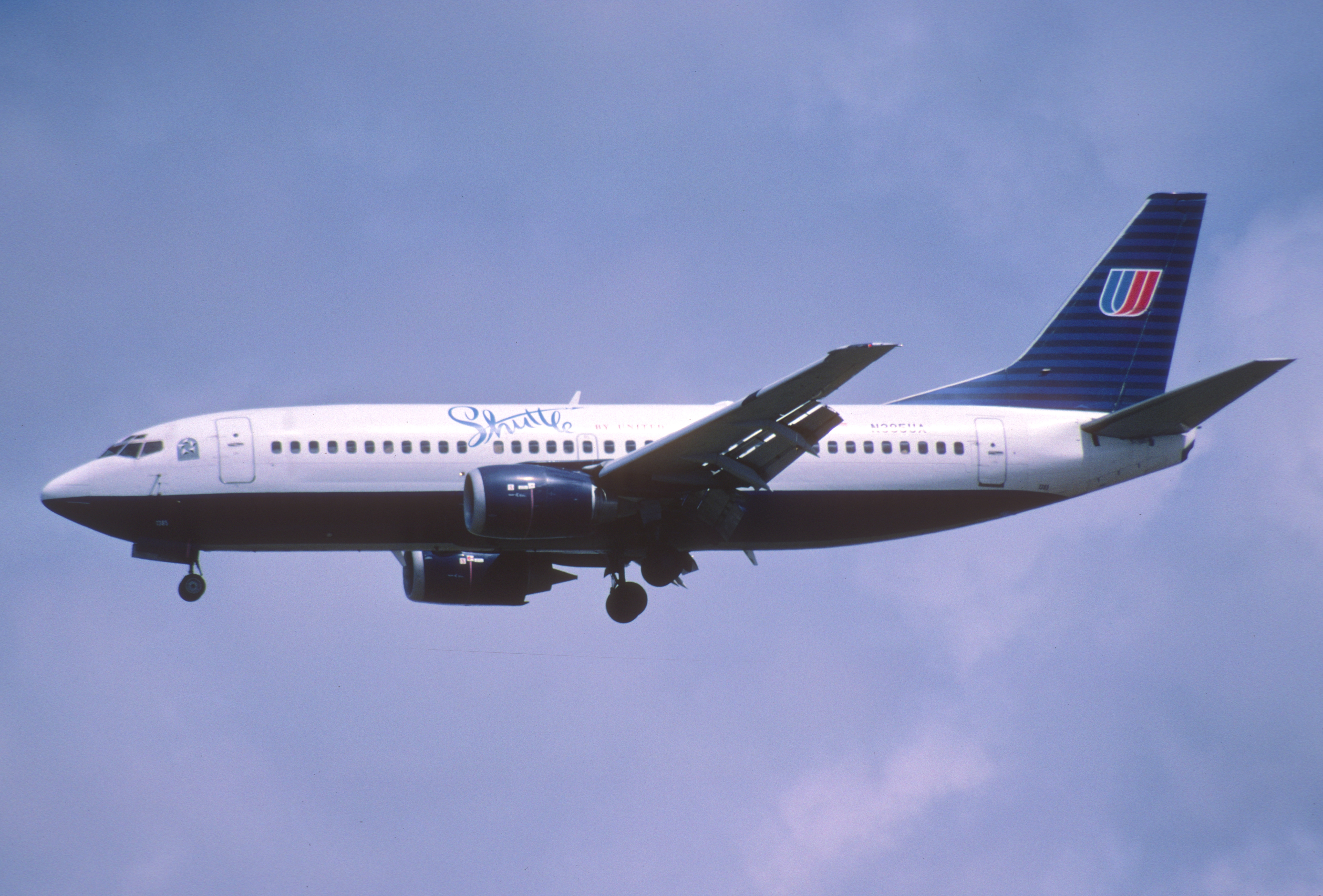
L'avion accidenté, alors encore exploité par United Airlines, ici à l'aéroport international de Los Angeles en avril 2003.

L'appareil impliqué est un Boeing 737-322 immatriculé PK-MDE (numéro de série 24600). Il a volé pour la première fois le 16 mars 1990 et est entré en service chez United Airlines, avec comme immatriculation N385UA, le 2 avril de cette année. Il a ensuite été livré à Merpati Nusantara Airlines le 12 novembre 2009. Au moment de l'accident, il totalisait environ 54 700 heures de vol, effectuées en 38 450 cycles de vol (décollage/atterrissage). Le groupe auxiliaire de puissance (APU) était également hors service depuis le 10 avril 2010, soit trois jours avant l'accident.
Le commandant de bord cumulé plus de 16 000 heures de vol au total, et le copilote plus de 22 000 heures de vol, dont la plupart effectuées sur Boeing 737.

## Accident
À 11 h 00 heure locale, le vol 836 a dépassé le seuil de la piste 35, longue de 2 004 mètres, lors de son atterrissage à l'aéroport de Rendani (en), situé à Manokwari, en Indonésie, sur un vol intérieur régulier en provenance de l'aéroport Domine-Eduard-Osok, à Sorong, avec 103 passagers et six membres d'équipage à bord. Le temps à ce moment-là était pluvieux et brumeux, avec une visibilité réduite sur la piste. 
Après avoir quitté l'extrémité de la piste, le 737 a heurté les arbres à proximité du seuil de piste, arrachant l'aile gauche de l'avion. Le reste du fuselage s'est retrouvé à environ 200 mètres au-delà de l'extrémité de la piste de l'aéroport. La queue de l'avion s'est cassée et s'est immobilisée dans un ruisseau à l'extrémité nord de la piste 35.

Site de l'accident
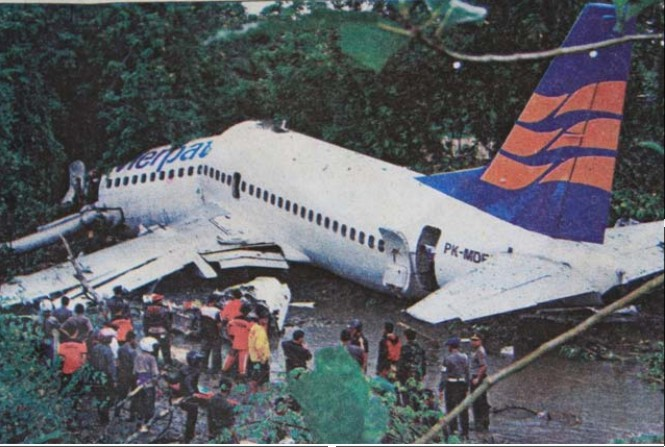
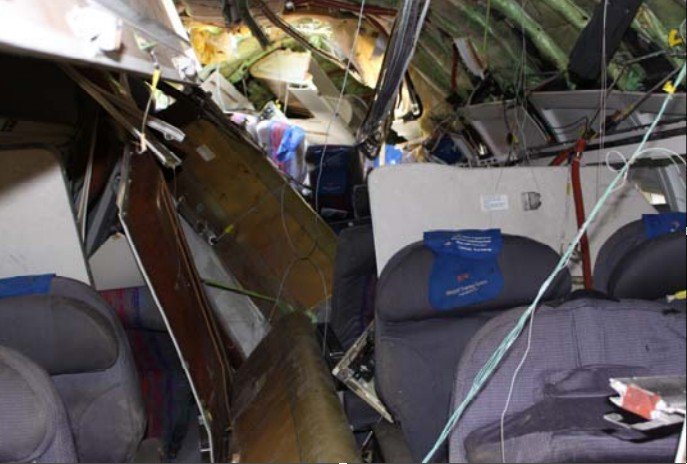
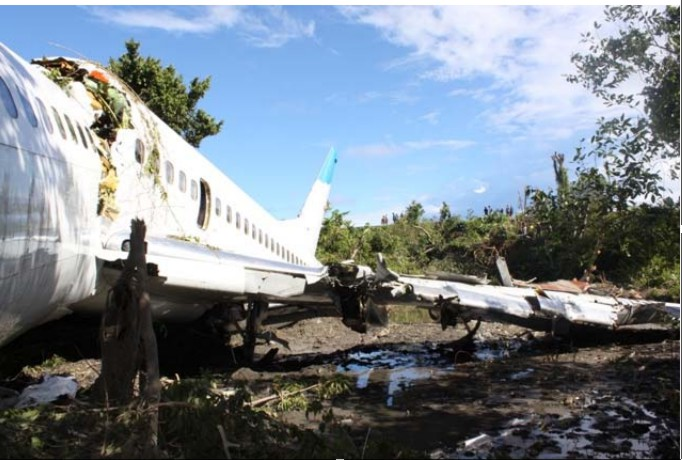

Lors de l'accident, 44 personnes ont été blessées, dont dix grièvement, mais on ne compte aucun morts parmi les 110 occupants de l'avion.

## Conséquences
À la suite de l'accident du vol 836, sept recommandations de sécurité ont été émises, cinq à la Direction générale indonésienne de l'aviation civile (en) (DGCA) et deux à la compagnie aérienne. La DGCA a été chargée d'examiner de nombreuses installations aéroportuaires à travers le pays, par rapport aux réglementations de la sécurité aérienne en Indonésie, ainsi qu'aux réglementations de sécurité de Merpati Nusantara Airlines, et de s'assurer qu'elles étaient respectées. 
La compagnie aérienne devait également procéder à une révision de ses règles de sécurité, ainsi qu'à une mise à jour des aéroports qu'elle dessert, afin de s'assurer qu'ils étaient capables d'accueillir des avions aussi gros que le Boeing 737.